# Aalborg Vestby Station
Aalborg Vestby Station er en dansk jernbanestation i bydelen Vestbyen i det vestlige Aalborg.
Stationen åbnede i 2003 som en del af Aalborg Nærbane. Der er adgang til perronerne fra Strandvejen og Kastetvej; fra sidstnævnte også med elevatorer. Til nærmeste busstoppested, St. Joseph på Kastetvej, er der 300 meter.
Fra vestperronen bliver der der forbindelse via Strandvejsviadukten til Kulturbro-Aalborgs cykel- og gangsti på jernbanebroen. Kulturbroen åbnede i marts 2017.